# 아일랜드 영어
아일랜드 영어(Irish English, Hiberno-English)는 아일랜드에서 쓰이는 영어이다.

## 특징

### 음운
- hw가 무성 양순 연구개 접근음 또는 양순 연구개 접근음으로 실현된다.
- 치 마찰음 /θ, ð/가 치 파열음 /t̪, d̪/ 또는 치경 파열음 /t, d/가 된다.
- /r/이 연구개화 치경 접근음 또는 치경 접근음이나 권설 접근음으로 소리가 난다.
- /uː/는 일부 지역에서 이중모음으로 발음된다(모음분화).

### 문법
- 의문문의 답으로 yes나 no를 쓰지 않으며, 답할 때는 질문한 동사를 그대로 쓴다.
- 근과거를 나타낼 때 동사+ing 앞에 after를 쓴다.
- have에 상응하는 동사가 없다.